# 北海道乳業協会
一般社団法人北海道乳業協会（ほっかいどうにゅうぎょうきょうかい）は、北海道の乳業者及び牛乳販売業者の業界団体。

## 沿革
- 1943年 北海道市乳協会として設立。
- 1966年 社団法人北海道牛乳協会として北海道知事が認可。
- 2005年 社団法人北海道乳業協会に改称。
- 2013年 一般社団法人に転換、現法人名となる。

## 会員
- 乳業会社 27会員。

- 雪印メグミルク（株）
- 新札幌乳業（株）
- （株）明治北日本支社札幌オフィス
- サツラク農業協同組合
- 北海道保証牛乳（株）
- （株）町村農場
- 森永乳業（株） 北海道支店
- くみあい乳業（株）
- 倉島乳業（株）
- （有）小林牛乳
- 北海道乳業（株）
- （株）函館酪農公社
- よつ葉乳業（株）
- （有）小松牧場
- 森高酪農場

- 原谷ミルクプラント
- （株）豊富牛乳公社
- （株）北海道酪農公社
- 高梨乳業（株）北海道工場
- ノースプレインファーム（株）
- 北海道日高乳業（株）
- （株）ミルクの郷
- （株）パパラギ
- （同）西原牧場
- （株）牧家
- （株）べつかい乳業興社
- 十勝浦幌森永乳業（株）

## 関連事項
- 日本酪農乳業協会
- 全国飲用牛乳公正取引協議会